# 天一黨
天一黨，是中華民國的編號343號的政黨。天一黨選任賴光會（夷吾真人）為首任黨主席，並於2019年2月26日獲中華民國內政部准予備案。
其官網稱為繼承道統之政黨，主要的訴求為：替全國人民「去六凶，得五福」。

## 參選狀況
2022年中華民國地方公職人員選舉推派：
一、朱振東，參選宜蘭縣縣長。
二、陳秀菁，參選蘆竹區山鼻里里長。

## 黨職

### 黨主席
| 任次 | 姓名               | 接任           | 卸任 | 備註 |
| ---- | ------------------ | -------------- | ---- | ---- |
| 1    | 賴光會（夷吾真人） | 2018年10月18日 |      |      |

## 黨部地址
中央黨部：桃園市中壢區啟文路二段112號，仿神話中的玉皇大帝接見眾神的靈霄寶殿來布置。

## 外部連結
- 天一黨
- 天一黨的Facebook專頁
- (PDF).   [2024-01-28]. （原始内容存档 (PDF)于2024-01-28）.